# Khach'aghbyur
Khach'aghbyur är ett vattendrag i Armenien. Det ligger i den norra delen av landet, 100 kilometer nordost om huvudstaden Jerevan.
Omgivningarna runt Khach'aghbyur är en mosaik av jordbruksmark och naturlig växtlighet. Runt Khach'aghbyur är det ganska tätbefolkat, med 58 invånare per kvadratkilometer.